# Remich

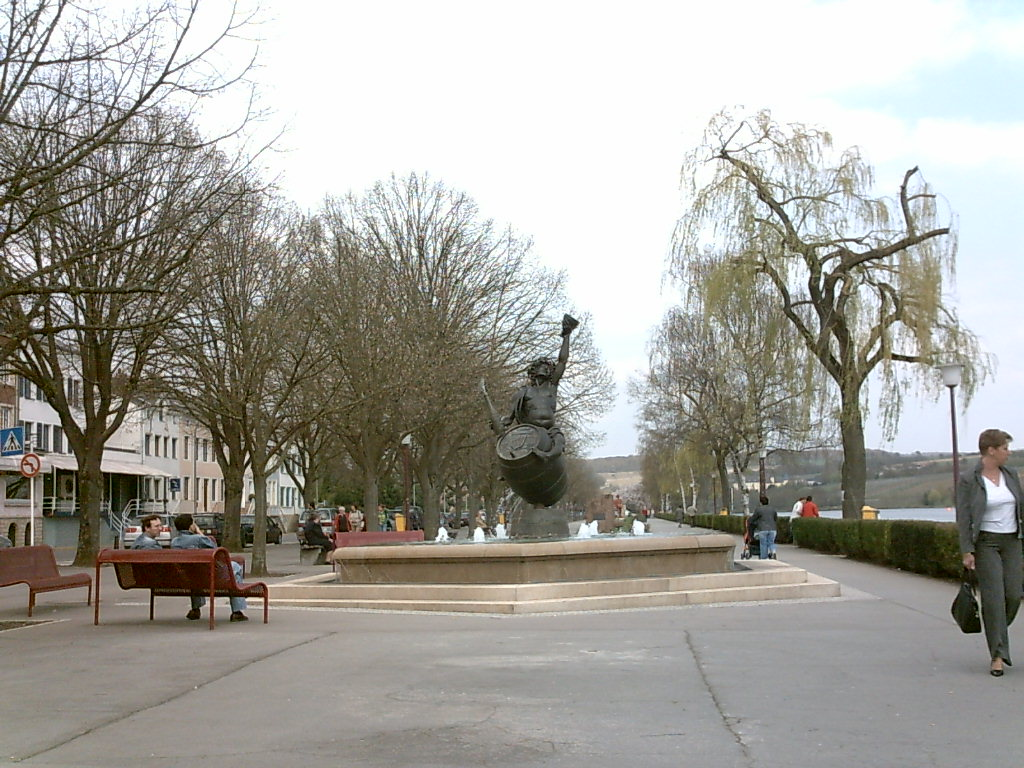
Promenada, Remich

Remich este un oraș în Luxemburg.